# Леандер, Адольф Фредрик
А́дольф Фре́дрик Леа́ндер (швед. Adolf Fredrik Leander; 7 декабря 1833, Гельсингфорс — 13 июля 1899, Гельсингфорс) — финский композитор и дирижёр. Отец певицы Адольфины Леандер-Флодин.
В 1874—1881 годы главный дирижёр военного оркестра Хельсинки, реформатор финской военно-духовой музыки, основоположник финской национальной школы духового ансамбля (обыкновенно септета). Аранжировал для духового оркестра широкий круг сочинений разных авторов — в частности, увертюру Карла Марии Вебера к опере «Оберон», произведения Меюля, Минкуса, Зуппе и др. Среди собственных сочинений Леандера — увертюра «Москва пьяная» (1891). Написал также «Школу игры на трубе» (фин. Torvisoitannon oppikirja; 1885).